# VODA Želivka
VODA Želivka, a.s. (do 24. června 2021 Úpravna vody Želivka, a.s.) je vodárenská společnost, která s dceřinou společností Želivská provozní, a. s., podílí na správě a provozování Středočeské vodárenské soustavy.

## Historie
V roce 1997 bylo založeno Zájmové sdružení právnických osob Úpravna vody Želivka. Členy sdružení byly města a obce, které byly zásobovány pitnou vodou z vodního zdroje Želivka. Z Fondu národního majetku ČR byla 1. ledna 1998 bezúplatně převedena část majetku Pražských vodáren. Provozování vodohospodářského majetku zabezpečovala nově vzniklá společnost Pražské vodovody a kanalizace. Dne 1. ledna 2002 vznikla akciová společnost Úpravna vody Želivka, a.s., na kterou byl převeden majetek Zájmového sdružení právnických osob Úpravna vody Želivka v hodnotě 2 290 milionu korun. Dne 23. listopadu 2012 byla založena dceřiná společnost Želivská provozní s.r.o., která byla ve 100% vlastnictví Úpravny vody Želivka, a.s., pro kterou zabezpečovala výrobu, distribuci a prodej pitné vody. Ke dni 6. listopadu 2013 společnost Pražské vodovody a kanalizace ukončila provozování majetku Úpravna vody Želivka, a.s. Provozování vodárenského komplexu Úpravny vody Želivka a Vodojemu Jesenice převzala dceřiná společnost Želivská provozní s.r.o. Dne 17. června 2013 byla Želivská provozní s.r.o. transformována na akciovou společnost Želivská provozní a.s., která zajišťuje veškeré administrativní, servisní služby včetně realizace investiční činnosti. Společnost je vlastněna 64 obcemi. Největší (majoritní) podíl ve společnosti 90,035 % vlastní Hlavní město Praha. Obě společnosti Úpravna vod Želivka, a.s. a Želivská provozní, a.s. jsou součástí podnikového seskupení ovládaného Hlavním městem Prahou.

## Akcionáři
Základní kapitál společnosti je 2.626.500.000 Kč a je rozdělen na jeden milion kusů akcií v listinné podobě o jmenovité hodnotě 1 946,50 Kč a jeden milion kusů kmenových akcií v listinné podobě o jmenovité hodnotě 680 Kč každé z nich, znějících na jméno. Akcie byly emitovány 6. listopadu 2010.
Akcionáři jsou Hlavní město Praha (90,0353 %), Arneštovice (0,0004 %), Benešov 1,0915 %), Beroun (1,2848 %), Bukovany ( 0,0309 %), Čechtice (0,0617 %), Čerčany (0,0688 %), Červená Řečice (0,0219 %), Čtyřkoly (0,004 %), Divišov (0,0404 %), Dolní Břežany (0,042 %), Dolní Kralovice (0,0387 %), Havlíčkův Brod (0,7373 %), Hněvkovice (0,0076 %), Horka II (0,0034 %), Horoměřice (0,1476 %), Hořepník (0,0269 %), Hulice (0,0105 %), Humpolec (0,4559 %), Hvozdnice (0,0148 %), Chrustenice (0,0239 %), Chýně (0,0116 %), Jílové u Prahy (0,7473 %), Davle (0,1869 %), Kamenný Přívoz (0,0238 %), Měchenice (0,0777 %), Jinočany (0,0239 %), Jiřice (0,015 %), Kladno (0,8147 %), Kladruby (0,2212 %), Košetice (0,0245 %), Kožlí (0,0037 %), Krásná Hora (0,0059 %), Krhanice (0,076 %), Křelovice (0,0004 %), Křivsoudov (0,016 %), Ledeč n. Sázavou (0,369 %), Loket (0,0148 %), Lštění (0,0047 %), Ml. Břiště (0,001 %), Mrač (0,0192 %), Onšov (0,0107 %), Pacov (0,0932 %), Pavlovice (0,0236 %), Pelhřimov (0,9299 %), Pošná (0,0137 %), Praskolesy (0,0245 %), Říčany (0,5023 %), Samšín (0,0113 %), Senohraby (0,0279 %), Senožaty (0,0282 %), Soutice (0,0072 %), Tehov (0,0236 %), Tlustice (0,0144 %), Trhový Štěpánov (0,2558 %), Týnec nad Sázavou (0,2015 %), Velké Popovice (0,0195 %), Vlašim (0,5234 %), Všechlapy (0,0018 %), Zbuzany (0,0257 %), Zdice (0,1097 %), Zruč nad Sázavou (0,3051 %), Žebrák (0,0044 %), Želiv (0,037 %).